# Бихевиорална терапија
Бихевиорална терапија је примена експерименталним путем изведених поступака учења на санирање психосоцијалних поремећаја и контролу понашања. Почива на схватању да је свако понашање стечено учењем, те се учењем може и „угасити“. Бихевиорална терапија представља постепен процес планског и систематског одучавања пацијента од старог, неделотворног стеченог понашања и учење новог, успешног. Користе се различите технике „разусловљавања“ и стицања прикладнијих навика, као што су аверзивна терапија, имплозивна терапија, десензитизација, асертивни тренинг, реципрочна инхибиција итд. Успешне су код једноставних и изолованих поремећаја понашања (грицкање ноктију, муцање), али је мање делотворна код тежих и сложенијих психичких поремећаја где се уместо једног, „угашеног“, симптома развија други.
Технике које се користе у бихевиоралној терапији могу бити:
- Вежбе опуштања;
- Систематска десензитизација (десензибилизација);
- Технике излагањем;
- ЕМДР - (Eye Movement Desensitiyation and Reprocessing - десензибилизација покретима очију и поновна обрада);
- Тренинг асертивности;
- Управљање собом;
- Вишемодална терапија.